# قلعه کهنه (سربیشه)
قلعه کهنه سربیشه مربوط به دوران‌های تاریخی پس از اسلام است و در سربیشه، مرکز شهر واقع شده و این اثر در تاریخ ۱۱ مرداد ۱۳۸۴ با شمارهٔ ثبت ۱۲۵۷۷ به‌عنوان یکی از آثار ملی ایران به ثبت رسیده است.